# バッドボーイズ RIDE OR DIE
『バッドボーイズ RIDE OR DIE』（バッドボーイズ ライド・オア・ダイ、原題: Bad Boys: Ride or Die）は、2024年公開のアメリカ合衆国のアクションコメディ映画。
『バッドボーイズ フォー・ライフ』（2020年）の続編で、映画『バッドボーイズ』シリーズ第4作。タイトルの「RIDE OR DIE」は「一蓮托生、死ぬまでともに」を意味する。

## あらすじ
イザベル・アレタスの死から4年後、プレイボーイで知られ、長年独身を貫いたマイアミ市警の刑事マイク・ラーリーは理学療法士のクリスティンと結婚することになった。結婚式の最中、相棒の刑事マーカス・バーネットは長年の不摂生が原因で心臓発作を起こし臨死体験に入るが、そこで亡きコンラッド・ハワード警部の霊が現れ、ハワード警部から「お前はまだ死後の世界に来るべきではない」と言われ、目覚めたマーカスは、自分は死なないことを知る。
その裏で、「謎の男」が率いる組織がハッカーを使ってハワード警部の個人口座に麻薬カルテルから長年にわたり多額の金が振り込まれたデータを捏造した。このことを根拠に、FBIの捜査官グリスと、ハワード警部の娘で連邦保安官局のジュディ・ハワードはマイアミ市警を捜査し、ハワード警部が麻薬組織に関与していたとの疑惑が報じられる。
マイクとマーカスは、ハワード警部の死後に上司となったかつてのマイクの恋人、リタ・セカダと、彼女の現在のボーイフレンドで地方検事のアダム・ロックウッドの協力を得て、ハワード警部の無実を証明するための捜査を独自に開始する。
ハワード警部を殺害した犯人で、凶悪犯罪者の刑務所に収監されているメキシコの麻薬組織の元メンバー、アルマンド・アレタスは、かつて潜入捜査中のマイクが「魔女」イサベル・アレタスとの間に設けた実の息子であった。アルマンドは別の麻薬組織のボスである「謎の男」から指示されてハワード警部を殺害したことを父のマイクに打ち明けるが、その男の名前は死んだ母のイサベルしか知らなかった。
「謎の男」の組織がハワード警部のノートパソコンにハッキングしようとするが、用心深いハワード警部は自らの死後、マイクとマーカスのスマートフォンに事前に撮影したビデオメッセージが送信される仕掛けを作っていた。ハワード警部は「お前がこの映像を見ているということは俺が死んだということだ。警察内部の黒幕が誰であれ、次に狙われるのはお前たちだ。誰も信用するな」との警告をマイクとマーカスに伝える。
ハワード警部は生前に、次のビデオメッセージを解読する「鍵」を仮釈放中のハッカー、フレッチャーに渡していたが、フレッチャーも「謎の男」の組織が送り込んだ刺客の襲撃を受け、殺害される。マイクとマーカスは美術展の会場の絵の中から鍵となるQRコードを発見し、ハワード警部の2つ目のビデオメッセージを発見した。生前のハワード警部は、この動画メッセージで自らが長年にわたり追ってきた麻薬組織に関する証拠の保管場所をマイクとマーカスに伝える。
マイクとマーカスは、アルマンドから「謎の男」の名前を聞き出すために刑務所からマイアミ市警まで厳重な警備体制が敷かれたヘリコプターで護送するが、その中に「謎の男」の一味が乗り込んでいた。ヘリコプターは不時着するが、マイクとマーカスは「謎の男」によってヘリコプターのハイジャック犯に仕立てられてしまった。マイク、マーカス、アルマンドの3人は衣服や車両を強奪しながら逃亡するが、「謎の男」は3人を捕らえるか殺せば多額の賞金を出すという情報を街中のギャングに流し、3人は警察とギャングの双方から追われる身となる。
命からがら逃げ出した3人は、AMMO（マイアミ警察ハイテク捜査班。Advanced Miami Metro Operations）のメンバー、ドーンとケリーの協力を得て、ハワード警部が遺した膨大な電子ファイルの中から「謎の男」の写真を発見する。アルマンドによる写真の人定と、ドーンによる警察内データベースの照合により、「謎の男」の正体がDEA（アメリカ麻薬取締局）の元捜査官で、後に麻薬組織のボスに転じたジェームズ・マッグラスであることが突き止められた。
マイクとマーカスの動きを察知したマッグラスはマイク、マーカス、ハワード警部の家族の皆殺しを計画し、マイクとマーカスの自宅を襲撃する。マーカスの自宅は義理の息子で海兵隊員のレジーの奮闘により無事守られたが、マッグラスの組織はマイクの妻のクリスティンと、ハワードの孫でジュディの娘・キャリーの2人を誘拐し、廃園となったテーマパークに立てこもる。
リタはマッグラス一味に情報を流していた内通者を特定し、ある仕掛けを講じることにより、マイク、マーカス、アルマンドの3人とAMMOのメンバーが、マッグラス一味に囚われているクリスティンとキャリーの救出作戦に向かう。

## キャスト

### マイアミ市警
AMMO（マイアミ警察ハイテク捜査班）のメンバーは、前作からの継続出演となる。
マイク・ラーリー
演 - ウィル・スミス、日本語吹替 - 菅原正志
本シリーズの主人公の刑事。戦術麻薬捜査部隊「TNT」の隊員。プレイボーイで知られるが、本作でついにクリスティンと結婚する。
マーカス・バーネット
演 - マーティン・ローレンス、日本語吹替 - 山寺宏一
本シリーズのもうひとりの主人公で、マイクの相棒刑事。戦術麻薬捜査部隊「TNT」の隊員。家族想いで、前作では刑事からの引退を考え始めるが、マイクによって刑事の世界に連れ戻される。本作では心臓停止による臨死体験を経て、悟りを啓いた別人のような性格になる。
リタ・セカダ
演 - パオラ・ヌニェス、日本語吹替 - 今泉葉子
AMMOのリーダーでマイクの元恋人。現在はマイクとマーカスの上司となっており、地方検事のアダム・ロックウッドと交際中。
ケリー
演 - ヴァネッサ・ハジェンズ、日本語吹替 - 大地葉
AMMOの若手女性メンバー。ドーンと交際中。
ドーン
演 - アレクサンダー・ルドウィグ、日本語吹替 - 木村昴
AMMOの若手男性メンバー。デジタル技術の処理を得意とする。ケリーと交際中。
コンラッド・ハワード警部
演 - ジョー・パントリアーノ、日本語吹替 - 江原正士
前作で殺害されたマイアミ市警の警部で、マイクとマーカスの元上司。本作ではマーカスの臨死体験の回想シーンと、生前に遺していた動画メッセージでの登場となる。

### マイクとマーカスの協力者
アルマンド・アレタス
演 - ジェイコブ・スキピオ、日本語吹替 - 谷山紀章
メキシコ麻薬カルテルの元メンバーで、前作でハワード警部を射殺した犯人。かつてマイクが潜入捜査中にメキシコ麻薬カルテルのボスの妻、「魔女」イザベル・アレタス（演：ケイト・デル・カスティーリョ、本作未出演）との間に設けたマイクの実の息子。本作では厳重な警備が敷かれた凶悪犯罪者向けの刑務所に収監されている。前作では戦闘力が高く感情を持たない機械のように冷酷無比なキャラクターとして描かれていたが、本作では父・マイクとの交流により、徐々に人間としての良心を取り戻す様が描かれている。
フレッチャー
演 - ジョン・サリー
ハワード警部によって仮釈放されていたハッカー。かつてはマイアミ市警の科学捜査班にいた（前々作）。マッグラス一味に襲撃されて殺害される。

### ヴィラン（悪役）
ジェームズ・マッグラス
演 - エリック・デイン、日本語吹替 - 小野寺悠貴
本作のメインヴィラン。アメリカ陸軍の特殊部隊を経て、DEA（アメリカ麻薬取締局）の捜査官を務めていた。DEAの捜査官時代にコロンビアで麻薬組織に拷問を受けた後、麻薬組織のボスに転じる。麻薬密輸を取り締まるマイアミ市警に怨みを持っており、ハワード警部の殺害をアルマンドに指示。さらに、ハッカーを使ってハワード警部とマフィア組織との架空の銀行資金のやり取りをデッチ上げて、死後のハワード警部にまで濡れ衣を着せるとともに、マイクとマーカスを護送ヘリのハイジャック犯として冤罪に陥れようとする、狡猾で姑息な悪党である。特殊部隊の経験があるため戦闘力は高いが、本作の最後でマイク、マーカスとの戦闘になり、眉間に銃弾を打ち込まれて即死する。
タバサ
演 - ティファニー・ハディッシュ
かつてマイクが付き合っていた女。マイクが逃亡するための支援を得ようとするが、マッグラスの賞金に目がくらみ、マイクとマーカスを襲撃する。
メニー・ザ・ブッチャー
演 - DJキャレド
肉屋で働く男。前作でマイクに右手を叩き潰され、復讐の為にマイクらを襲撃するが車と車の間に挟まれ、その上から火炎瓶を落とされ焼死する。
ギャングのリーダー
演 - ジョイナー・ルーカス
街のギャングで、マッグラスの賞金目当てにマイクらを襲撃する。

### マイアミ市警関係者の家族など
アダム・ロックウッド
演 - ヨアン・グリフィズ
マイアミの次期市長を目指す野心家の地方検事であり、リタの現在の恋人。
ジュディ・ハワード
演 - レイ・シーホーン
殺害されたハワード警部の娘で、連邦保安官。父を殺したアルマンドと、その父親であるマイクを心から憎んでいる。
クリスティン
演 - メラニー・リバード、日本語吹替 - 東内マリ子
理学療法士でマイクの恋人。本作冒頭でマイクと結婚するが、そのことによりマッグラス一味に誘拐されてしまう。
テレサ・バーネット
演 - タシャ・スミス、日本語吹替 - 土井美加
マーカスの妻。
メーガン・バーネット
演 - ビアンカ・ベスーン、日本語吹替 - 小林愛
マーカスの娘でありレジーの妻。
レジー
演 - デニス・グリーン
マーカスの娘、メーガンと結婚した青年。現在はアメリカ海兵隊に入隊している。本作ではマーカスの自宅に侵入してきたマッグラス一味のメンバーを返り討ちにする活躍を見せる。
キャリー・ハワード
演 - クイン・ヘンプヒル
ハワード警部の孫娘で、ジュディの娘。マイクの妻・クリスティンとともにマッグラス一味に誘拐される。

### カメオ出演
ポルシェの運転手
演 - マイケル・ベイ（カメオ出演）
本シリーズの1～2作目の監督。マイクとマーカスのカーアクションシーンで、マイクが1～2作目で乗っていた車と完全に同型・同色（ブラック）のポルシェ911ターボ（964型）に乗って登場する。

## 制作について
- 映画やドラマでは通常、同じシリーズで死亡したキャラクターを再登場させることはないが、本作の監督を務めるアディル・エル・アルビはハワード警部も「バッドボーイズ」の一員と捉えていた[6]。本作の制作陣が様々なディスカッションを行った結果、マーカスの臨死体験のシーンと、生前のビデオ動画という形でハワード警部の再出演が実現した[6]。
- 前作のメインヴィランの一人であるアルマンドは、マイクの実の息子であるにも関わらずハワード警部を殺害した冷酷無比な極悪人として描かれていたが、本作のアルマンドは人間としての良心が残っており、父・マイクとの旅の中で「贖罪」をさせる描き方にしている[6]。
- 本作の撮影ではGlide Gear社の「スノーリーカム（Snorricam）」という、俳優が自身で操作できる特殊な撮影用マウント機材を用いており、視聴者が登場人物のすぐ近くにいるように感じられるように撮影されている[6]。アクションシーンでスノーリーカムをウィル・スミスとマーティン・ローレンスが自ら操作するシーンが公式公開されている[7]。
- 本シリーズ1～2作目の監督を務めたマイケル・ベイがカメオ出演するシーンは、当初はマイクとクリスティーンの結婚式の場面であったが、カットされてしまった。そこで、マイケル・ベイに敬意を表する本作の監督、アディル・エル・アルビが新たに考案したのが、ポルシェに乗ったマイケル・ベイが登場するシーンである。このシーンで使用された黒いポルシェ911ターボは、本シリーズの1作目で実際に使用された車両そのものである。また、このシーンはマイケル・ベイの自宅近くで撮影された[8]。